# Working!!
Working!!, estilizado como WORKING!!, es una serie de manga yonkoma escrita e ilustrada por Karino Takatsu. Comenzó a publicarse en la edición de enero de 2005 de la revista seinen Young Gangan de Square Enix. En noviembre de 2005 se publicó el primer volumen y hasta la fecha se han publicado 9 volúmenes. Entre 2007 y 2009 se publicaron tres CD Drama de parte de Square Enix con guiones escritos por Shōgo Mukai. Entre abril y junio de 2010 se transmitió una adaptación al anime de 13 episodios producida por A-1 Pictures y dirigida por Yoshimasa Hiraike. Una segunda temporada se estrenó el 1 de octubre de 2011. Una tercera temporada se estrenó el 4 de julio de 2015.

## Argumento
La historia trata sobre las vivencias de unos jóvenes empleados que trabajan en un restaurante familiar llamado Wagnaria ubicado en Hokkaido. La historia inicia cuando Kyoko, la encargada del local, ordena a Popura, una de las camareras encontrar ese día un interesado que cubra la vacante como camarero. Tras intentar todo el día convencer a sus compañeros preparatoria y a la gente de la ciudad Popura se topa con Sota, un joven quien se encanta con el aspecto infantil de la muchacha y decide trabajar allí para ayudarla y estar cerca de ella. Allí Sota conocerá al más extraño grupo de gente reunida para trabajar juntos, incluida Inami, una chica androfóbica que lo golpea y dejarán a su cargo para que intente curarla de su fobia.

## Personajes

### Protagonistas
El orden en que entraron los personajes a trabajar al restaurante es: Todoroki → Satō → Sōma → Taneshima → Inami → Matsumoto → Takanashi → Yamada
Sōta Takanashi (小鳥遊 宗太 Takanashi Sōta?)
 Seiyū: Jun Fukuyama (anime) y Kenichi Suzumura (CD drama)
El protagonista de Working!!. Sōta es un estudiante de 16 años, a quién Popura convenció para trabajar a tiempo parcial de camarero en el Wagnaria. Le encantan las cosas pequeñas y bonitas, como los niños, los animales pequeños o los microorganismos. Para él, cualquier chica que tenga más de 12 años es vieja. Por este motivo, sus compañeros de trabajo lo consideran un lolicon, aunque él insiste en que su gusto no radica en algo sexual, por lo que prefiere ser considerado un chibicon y aunque Popura tiene 17 años, siempre la está halagando debido a su aspecto infantil y negándose a tratarla como alguien mayor que él.
Tiene tres hermanas mayores de aspecto maduro y gran estatura y por culpa de ellas desarrolló el desagrado por las mujeres mayores que le ha atormentado toda su vida ya que cuando pequeño, sus hermanas y padre le hacían vestír como niña cosa que trata de evitar a toda costa que sus compañeros sepan, y por eso Sōma, que lo averiguó, le chantajea en varias ocasiones. Tiene una hermana menor, de doce años, que es casi tan alta como él y que, al contrario de sus hermanas, le respeta, pero que ha demostrado que en poco tiempo desarrollará un carácter tan tortuoso como las demás, lo que lo descorazona.
A pesar de que siempre está siendo golpeado por Inami, Sōta es bastante hábil en la lucha. Su hermana mayor le enseñó autodefensa, así que sabe cómo contraatacar, el problema es que también le enseñó a no golpear chicas, por lo que su cuerpo se congela al ser golpeado y no reacciona. Por lo mismo reconoce durante la segunda temporada que prefiere recibir los golpes de Inami ya que defenderse significaría lastimarla.
Le fue encargado por Kyoko que cuide y acompañe constantemente a Inami en un intento que se acostumbre a la presencia masculina, por lo que es quien recibe más golpes, sin embargo ve esto con filosofía, una costumbre común es que ambos regresen juntos a sus casa tras salir del trabajo, para calmar a Inami debe llevarla de la mano, pero como no puede acercarse usa para ello "La mano mágica", una tenaza que le permite ofrecerle cosas o ir juntos de la mano sin acercarse.
Cuando viene su padre a visitarla en el trabajo, Inami le pide a Sōta que se travista y él usa el nombre falso de "Kotori" bajo su disfraz.
En un principio todos creen que está interesado en Popura debido a su obsesión por las cosas pequeñas. Sin embargo, cerca de los últimos episodios de la primera temporada, parece confundido al sentir que Inami (una chica mayor y violenta) empieza a provocarle extraños sentimientos. También siente celos cuando la ve con otro chico (Yamada Kirio) y en estas ocasiones se desenfoca al punto de volverse torpe e incluso pierde el interés por las cosas pequeñas. Normalmente confunde sus sentimientos por Inami al referirse a ella como su mascota.
Popura Taneshima (種島 ぽぷら Taneshima Popura?)
 Seiyū: Kana Asumi (anime) y Mai Kadowaki (CD drama)
Popura es una chica de muy baja estatura y con una gran coleta; de 17 años que trabaja en el Wagnaria como camarera. Su nombre proviene del árbol chopo (populus); sus padres le pusieron ese nombre esperando que creciera tanto como el árbol, irónicamente posee el aspecto y la estatura de una niña de doce años. Trabaja duro y con energía pero, debido a su altura y a su fuerza física, a veces tiene que pedir ayuda a alguien para realizar algunas tareas, como alcanzar los estantes superiores y levantar cosas pesadas.
Tiene un complejo por su altura y se altera mucho cuando la llaman bajita, cosa que Satō aprovecha cuando está enfadado. También es bastante ingenua. Muchos clientes la confunden con una chica de primaria. Aunque Sōta sea un año menor que ella, la trata como a una niña y no le hace mucho caso cuando ella habla en serio. Popura tiene problemas para decir correctamente su apellido, llamándole "Katanashi" en lugar de "Takanashi". Admira mucho a Kotori (Sōta travestido) y a las hermanas de Takanashi ya las ve como la imagen de la mujer que sueña llegar a ser.
Siempre intenta ser de ayuda y mostrarse como una persona madura y útil para el resto, pero esto no siempre resulta como desea en parte porque su estatura le juega malas pasadas y en parte por su mala suerte. A pesar de ello, hacia el final de la serie le anuncian que después que Yachiyo encuentre otro trabajo y se retire del restaurante se ha decidido que sea ella quien tome su lugar como jefa de camareros ya aunque piensa que a ojos del resto no está a la altura de este cargo se sorprende al descubrir que para todos ella siempre ha sido la elección obvia.
Mahiru Inami (伊波 まひる Inami Mahiru?)
 Seiyū: Saki Fujita (anime) y Mai Nakahara (CD drama)
Inami es una chica tímida de 17 años que trabaja de camarera en el Wagnaria. Tiene el cabello corto y anaranjado, siempre lleva una horquilla en el pelo que cambia cada día desde que Sōta le dijo que le quedaba bien y le regaló una gran cantidad.
Padece de androfobia, aunque es muy agradable con las mujeres, ganándose fácilmente la simpatía de las clientas. Golpea instintivamente a todos los hombres que se acercan a ella. Este comportamiento proviene de su creencia que todos los varones intentarán atacarla, pero en lugar de eso es ella la que los ataca aunque quiera evitarlo. Su androfobia la causó su padre, que por celosía no quería que saliera con ningún chico y le contó muchas veces que los hombres intentarían atacarla y convirtió su infancia completa en un gran mensaje subliminal que la predispusiera contra ellos. También le puso en secreto planchas metálicas en sus pertenencias para que se hiciera fuerte y sus golpes dolieran más. Además de su fobia, también tiene un complejo por sus pechos pequeños, a lo cual no ayuda el hecho que todas sus compañeras de labor posean bustos más grandes, incluida Popura.
Para no causar problemas a nadie, tiene que ir a una escuela femenina y evitar calles concurridas. Takanashi (y en ocasiones Sōma también) suele ser el blanco de todos sus ataques. Gracias a él, poco a poco consigue acercarse a los hombres sin tener que pegarles. Durante la serie se hace evidente que a Inami le gusta Takanashi, pero termina enamorándose de él cuando, éste, se enfrenta a su padre (disfrazado de Kotori) y le culpa de haberle causado todos los problemas de su hija. Tras esto se le dificulta en alguna medida estar cerca de él y es normal que caiga en ataques de pánico que desahoga golpeando y agrietando las paredes del local debido a su tremenda fuerza.
Yachiyo Todoroki (轟 八千代 Todoroki Yachiyo?)
 Seiyū: Eri Kitamura (anime) y Shiho Kawaragi (CD drama)
Yachiyo, de 20 años, es otra empleada en el restaurante. Lleva trabajando en el restaurante más que nadie, desde los 16 años, y es la jefa de camareros. Tiene el pelo castaño largo. En el instituto lo llevaba en dos coletas. Siempre lleva encima una katana, hecha por sus padres herreros. Yachiyo no se da cuenta de que algunos clientes e incluso Sōta están intimidados por la espada. Es trabajadora, amable y siempre está sonriendo. Satō piensa que a veces puede ser algo estúpida.
Admira a Kyōko profundamente por haberla salvado de unos chicos que se metían con ella cuando iba al colegio. Desde entonces, siempre está siguiendo a Kyōko por todas partes y alberga sentimientos románticos hacia ella. Kyōko se aprovecha pidiéndole comida siempre que tiene hambre. Por eso, se enfada mucho si alguien que no sea ella intenta alimentarla. Según Sōma, tiene la costumbre de atacar a todos los hombres que intentan ligar con Kyoko y dejarlos tirados en un parque cercano.
Mantiene una buena relación con todos sus compañeros, especialmente con Satō, ya que es la única persona de su edad. Es el único que permite que alimente a Kyōko, pues a él lo considera de confianza. Es su mejor amigo, pero no sabía que él ha estado enamorado de ella desde que la conoció hasta que Yamada se lo dijo a la cara y a Sato no le quedó más que reconocerlo, aun así después bajo una excusa pudo negarlo y hacerle creer que estaba enamorado de alguien más. En ocasiones se le ve muy feliz después de pasar tiempo con Satō y cuando piensa en quien podría ser la chica que le gusta siente celos sin darse cuenta de esto y que siente algo especial por él.
Jun Satō (佐藤 潤 Satō Jun?)
 Seiyū: Daisuke Ono (anime) y Hirofumi Nojima (CD drama)
Un cocinero de 20 años que trabaja en el restaurante. Tiene el pelo rubio cubriéndole un ojo. Es fumador y destaca por mantener una actitud de indiferencia y apatía.
Jun es muy inexpresivo, serio, cínico y algo intimidante, por su cabello claro y personalidad incluso ha dado la impresión de ser un delincuente. Con astucia consigue evitar los puñetazos de Inami al planear cuidadosamente como y cuando moverse por el local, siendo el único hombre a quien no ha golpeado; tampoco se preocupa de ser extorsionado por Sōma ya que Satō lo golpea cada vez que dice algo indebido.
Es el tercer empleado más antiguo en el restaurante después de Kyoko y Yachiyo. Se enamoró de Yachiyo al hablar con ella cuando entró a trabajar allí. Aunque no le guste la idea y trate de alejarse de ella, Yachiyo siempre está cerca de él contándole sus historias con Kyōko, cosa que lo hace enfadar aunque no lo demuestra en su apariencia sino en sus actos. Le gusta descargar su enfado con Popura, a menudo metiéndose con su estatura, contándole mentiras y haciéndole peinados ridículos, estas burlas se vuelven mucho más crueles después de alguna situación en la que deba ver a Yachiyo expresar su aprecio por Kyoko. Sōma quiere ayudar a desarrollar la relación de Satō con Yachiyo, pero este le tiene amenazado con su sartén para que calle.
Su aspecto intimida pero es amable en el fondo. Sōta y Sōma lo consideran la persona más "buena" del local. No le gusta mucho atender a la gente, según Sōma porqué tiene vergüenza aunque las clientas lo consideraron bastante guapo.
En el anime tiene un coche modelo Audi A4 B6.
Kyōko Shirafuji (白藤 杏子 Shirafuji Kyōko?)
 Seiyū: Kumiko Watanabe (anime) y Junko Minagawa (CD drama)
Kyōko es la mánager del restaurante Wagnaria. Mantiene una actitud bastante apática respecto al restaurante y casi nunca se molesta en trabajar, excepto para fijar los horarios u ocuparse de la caja registradora a veces.
Tiene un gran apetito y cuando está hambrienta llama a Yachiyo para que le prepare parfaits. No le importa usar la violencia para ocuparse de clientes irrespetuosos y cree que los empleados van antes que los clientes, pues son los que realizan todo el trabajo. Tiene 28 años, pero se enfurece cuando alguien la llama vieja o algo similar.
Kyōko era una delincuente juvenil y la líder de una pandilla, aún en la actualidad mantiene esta mentalidad siendo esta la razón por la que aprecia más al personal que a la clientela. Yachiyo y Kyōko se encontraron por primera vez cuando Kyōko salvó a Yachiyo de unos chicos que se metían con ella cuando era pequeña y le pidió comida para compensarlo. En el anime tiene un coche modelo Fiat 500
Hiroomi Sōma (相馬 博臣 Sōma Hiroomi?)
 Seiyū: Hiroshi Kamiya (anime) y Yoshinori Fujita (CD drama)
Otro cocinero que trabaja en el local, tiene 20 años. No le gusta mucho hablar de sí mismo y nadie sabe nada de su pasado.
Sōma a primera vista es un chico simpático, amistoso, sonriente y muy hablador, pero es capaz de enterarse de cualquier cosa y conoce información sobre todo el personal. Con la información que sabe, los chantajea y ellos hacen su trabajo por él para que no hable. Además, le encanta soltar información confidencial en los peores momentos para formar situaciones que él considera "interesantes". Básicamente reconocer ser un sádico que disfruta de crear situaciones que incomoden al resto.
Según dice, puede extorsionar a cualquiera excepto a Satō e Inami; al primero porque lo golpea con una sartén si intenta amenazarle y la segunda lo golpea antes que pueda hablar con ella y eso lo imposibilita de averiguar cosas sobre ella, de la misma forma nunca se ha visto que trate de extorsionar a Kyoko aunque no ha mostrado alguna razón para ello. Está aterrorizado del puño de Inami y le agradece a Sōta que haya entrado a trabajar, ya que ahora le pega más a Takanashi que a él.
Takanashi y Satō han usado sus "conocimientos" para saber los errores que comete Yamada en el trabajo. Se lleva bastante bien con ella, pues ha sido la única persona capaz de chantajearle a él, ya que considera patético que no se relacione genuinamente con el resto, también cuando intentó amenazarla como a los demás, ella se puso a llorar y Sōma tiene debilidad por las chicas que lloran.
Aunque él mismo se defina un sádico y le guste manipular, jamás ha hecho nada realmente cruel con la información que posee o las situaciones que puede crear más allá de algunos momentos incómodos pasajeros, incluso aunque nadie lo cree capaz, gran parte de sus esfuerzos y maquinaciones tienen como objetivos que Takanashi y Sato puedan lograr confesarse y comenzar una relación con Inami y Yachiyo para que sean felices, también ha reconocido que antiguamente solía salir a buscar por su cuenta a la esposa de Otoo aunque incluso él y sus habilidades no eran suficientes para lograr llevarla con su marido.
Aoi Yamada (山田 葵 Yamada Aoi?)
 Seiyū: Ryō Hirohashi (anime) y Kana Ueda (CD drama)
Aoi es una chica misteriosa, de 16 años según ella, que Otoo encontró en uno de sus viajes y la llevó al Wagnaria, donde empieza a trabajar como camarera y vive en el ático del local. Tiene como pasatiempo disfrazarse como otras personas, por lo que tiene gran cantidad de maquillajes y pelucas, siendo ella quien convirtió a Takanashi en Kotori cuando los visitó el padre de Inami.
Aoi dice que no tiene familia ya que un incendio la dejó en la pobreza, amnésica y la separó de su familia; aunque esto evidentemente era una mentira muy mala pero solo Takanashi se dio cuenta, por lo que sospecha que se ha escapado de casa, descubriendo también que Yamada es un apellido falso, aunque Aoi es su nombre verdadero. Sus modales de señorita, su uniforme de colegio privado y la falta de conocimientos sobre temas cotidianos le dan razones a Takanashi para pensar que podría ser de familia rica.
Tiene mucha confianza en sí misma, pero durante el trabajo se equivoca con frecuencia, rompe cosas y le gusta causar problemas. Algunos de sus compañeros, especialmente Takanashi y Satō, se quejan de ella por su comportamiento. Por otra parte, ella se queja de lo mal que la tratan ya que desea que demuestren por ella tanto aprecio como por su persona más querida.
Le gustaría la idea de tener una familia amorosa y ve a Otoo como su padre ideal, por lo que lo acosa para que la adopte; considera Sōma una especie de hermano y siente lástima por él desde que supo que no deja a nadie saber nada sobre su vida cosa que considera digna de pena. Es bastante infantil y no le gusta que la dejen apartada, por lo general habla en tercera persona refiriéndose a sí misma por su apellido. Su comida favorita es el nattō.
Cuando Kirio finalmente la ve se descubre que efectivamente es su hermana y ella reconoce haber huido ya que su madre la intimidaba y sobreexigía (además no soporto que una vez Kirio se comiera su natto). Con la ayuda de Soma se reconcilia con su madre y descubre que ella no es fría, solo no puede expresar sus emociones y siempre la ha querido, aun así se le permite seguir trabajando en Wagnaria y pernoctar allí las noches que se encuentre sola en su casa.
Aunque es unánimemente calificada como una incompetente, posee una habilidad casi sobrenatural para encontrar a Haruna Otoo. Mientras que incluso Soma es incapaz de rastrearla o lograr atraparla, Yamada solo necesita salir un par de minutos para regresar con ella, por lo que tras saberse que posee esta habilidad se vuelve una de sus funciones en el restaurante.
Hyōgo Otoo (音尾 兵吾 Otoo Hyōgo?)
 Seiyū: Jōji Nakata (anime) y Daiki Nakamura (CD drama)
Otoo es el propietario del restaurante, tiene 37 años. Su apellido es un juego de palabras ya que su significado es papá
Casi siempre está fuera, buscando a su mujer desaparecida, que aparentemente es tan mala con las direcciones que un día se perdió y ahora está recorriendo Japón. Periódicamente regresa al Wagnaria para comprobar como van las cosas y traer regalos. A veces le lleva comida a Kyōko, lo que hace peligrar su vida a manos de una celosa Yachiyo empuñando su katana.
Es un hombre tranquilo y no tiene mucha presencia por lo que se somete a la voluntad y caprichos de Kyoko, también fue lo suficientemente inocente para creer la falsa tragedia de Yamada y llevarla a vivir al restaurante, donde debe soportar el acoso de la joven quien intenta que la adopte, por ello intenta estar aún menos que antes en el local. Sōta cree que es demasiado buena persona.
Maya Matsumoto (松本 麻耶 Matsumoto Maya?)
 Seiyū: Akiko Kawase
Maya es una camarera de 18 años que lleva gafas.
Se dice a sí misma que es una persona normal e intenta ser completamente ordinaria tanto en su trabajo como en su vida. No suele mezclarse con sus compañeros, pues los considera "raros". La ironía está en que ellos le consideran rara a ella por tratar de ser demasiado normal, los empleados del restaurante suelen usar sinónimos de normalidad para describir todo lo referente a ella. En el anime tiene apariciones esporádicas en casi todos los episodios pero no es introducida hasta el último episodio de la primera temporada y no vuelve a tener diálogos nuevamente hasta el final de la segunda. Vuelve a hablar por un breve momento en el tercer episodio de la tercera temporada, es la primera vez que habla en un episodio sin ser un final de temporada.

### Familia Takanashi
Nazuna Takanashi (小鳥遊 なずな Takanashi Nazuna?)
 Seiyū: Momoko Saitō
La hermana menor, de 12 años. Aún está en la primaria, pero es tan alta como Sōta. Debido a todos los golpes que recibe su hermano, cree que es masoquista y que Inami es su novia. Más tarde en la serie, conoce a los trabajadores del restaurante y los ayuda cuando puede.
Aunque se muestra como una muchacha madura y capaz, al igual que sus hermanas posee un lado malicioso y manipulador, pero a diferencia de ellas su aprecio por Sota va acompañado de respeto, por lo que se encarga de manipular a sus hermanas para aligerar la carga de Sota como responsable de la casa, esto causa un grado de remordimiento en Sota quien lamenta que ella haya debido desarrollar esta actitud por su bien, sin embargo a pesar de todo aún es una niña de doce años, lo que a veces queda en evidencia.
Kazue Takanashi (小鳥遊 一枝 Takanashi Kazue?)
 Seiyū: Ryoko Shiraishi
La hermana mayor, de 31 años. Es abogada y está divorciada por lo que regresó a vivir a la casa de sus padres. Su primera aparición es en el capítulo 5. Es experta en leyes y las usa para ganar sus argumentos, junto con violencia y juegos de palabras, sin embargo su idea de imponer la ley es simplemente golpear con libros de leyes a quien contradiga sus deseos. Le molesta especialmente la actitud de Izumi, su apatía y su trabajo, el cual no considera un oficio de verdad, por lo que muchas veces discute con ella y recalca ser muy diferente a ella, pero según Nazuna ambas se parecen más de los que son capaces de aceptar.
Izumi Takanashi (小鳥遊 泉 Takanashi Izumi?)
 Seiyū: Yōko Hikasa
La segunda hermana de la familia, de 28 años. Es alta y delgada, pero pocas veces aparece de pie. Escribe novelas románticas. Le encanta vestir de negro y siempre usa vestidos de encaje, sus manos y cara están manchados con la tinta de su pluma, su actitud intenta imitar a una doncella desvalida y doliente. Tiene una constitución débil y a menudo tiene que ser ayudada por los demás, aunque mucho de esto también es solo holgazanería, estando acostumbrada a que Sota haga sus labores y limpie su cuarto, por lo que le preocupa constantemente que su hermano consiga novia y la deje de lado. No se le dan bien las tareas domésticas y su habitación está muy desordenada ya que no sabe ni le interesa aprender a usar un computador, por lo que escribe sus novelas con pluma y todos sus borradores y errores se apilan en el suelo.
Kozue Takanashi (小鳥遊 梢 Takanashi Kozue?)
 Seiyū: Shizuka Itō
La tercera hermana, de 25 años. Trabaja como instructora de aikido. Suele llegar borracha a casa por las noches llegando en ocasiones a dejar sin alimento a su familia ya que usa el dinero de la casa para ir a beber. Le encanta ir al Wagnaria y molestar a sus empleados (especialmente Mahiru o su hermano). Debido a su personalidad, se siente sola fácilmente y suele empezar muchas relaciones, pero le cuesta mantenerlas ya que golpea a sus novios por diversión, lo que contribuye a sus problemas con el alcohol y estos a su vez a no poder mantener una relación. A mitad de la segunda temporada conoce a Youhei y le propone inmediatamente que se casen, aunque este la rechaza ella queda prendada de él ya que era el primer hombre que pensaba en primero en el bienestar de ella.
Shizuka Takanashi (小鳥遊 静 Takanashi Shizuka?)
 Seiyū: Ai Orikasa
Madre de Sōta y cabeza de la familia desde la muerte del su esposo. Es una mujer alta e imponente de larga cabellera negra que es temida por su habilidad para manipular y controlar a la gente. Es un importante político de Japón y rara vez está en casa, lo que es un alivio para sus hijos ya que su presencia no les es grata debido a que suele ser hiriente con Kazue porque su matrimonio fracasó, obliga a Izumi a trabajar y hacer labores físicas, ignora a Kozue y descarga la frustración contra su difunto esposo con Sōta.
En su juventud, al igual que Popura, era una mujer con baja estatura y aspecto infantil que estaba perdidamente enamorada de un compañero de la universidad, pero al declararse el joven le señaló que en realidad le atraían las mujeres altas y de aspecto maduro, por lo que ella solo usando su voluntad hizo que su cuerpo adquiriera la imponente apariencia que actualmente tiene, sin embargo después descubriría que el joven tenía un fetiche por lo pequeño y había mentido porque ella lo ponía nervioso; aun así se casaron y tuvieron cinco hijos hasta que el falleció algunos años después. Esto marcó profundamente la personalidad de Shizuka generando un odio irracional hacia las mentiras por culpa de este incidente y por estar siempre rodeada de políticos; aunque finalmente confesaría que en realidad confesaría que esta obsesión proviene que ve como un mentiroso a su esposo por fallecer y no cumplir su promesa de pasar toda su vida juntos.
Al saber que Sōta está enamorado de Inami lo obliga a renunciar y le prohíbe usar ropa masculina ya que considera que no merece estos privilegios por ser un mentiroso al no querer reconocer estar enamorado y también por estar segura que no se trata de un amor genuino, sin embargo, tras conocer a Popura acepta esta relación ya que razona que si Sōta se enamoró de Inami a pesar de trabajar junto a la pequeña muchacha, solo puede ser amor genuino.

### Otros
Padre de Mahiru Inami
 Seiyū: Hōchū Ōtsuka
De nombre desconocido, le gustaba tanto su hija que inventó historias falsas sobre los hombres y lo peligrosos que eran, lo que causó la androfobia de Inami, y fue primero en recibir un golpe de su hija. Debido a la posibilidad que eso ocurra, vive y trabaja fuera de casa y no ha regresado en 10 años, a pesar de ello no le interesa la situación en que vive su hija ya que para él solo es un objeto a idolatrar, por lo que hasta el resentimiento de su hija contra él le parece una imagen hermosa. Parece un hombre normal y tranquilo, pero en su visita al Wagnaria para ver a su hija llevaba un rifle por si algún hombre demostraba interés por ella, aunque no llegó a usarlo. Relataría a Takanashi (quien se presentó frente a él disfrazado como Kotori) todas las cosas que hizo a su hija y que la transformaron en alguien socialmente inadaptada y traumatizada, jactándose de ello como un logro, provocando la furia del joven quien recriminó que no viera a su hija solo como un juguete y haciendo que se arrepintiera de su actitud.
Madre de Mahiru Inami
 Seiyū: Masami Suzuki
De nombre desconocido, ayuda a Mahiru en temas amorosos. No interfirió en la educación de su marido de su hija. Fue quien le contó a su esposo que la joven había recibido un regalo el día blanco, lo que motivó la visita del hombre al restaurante y el hecho que Sota deba disfrazarse de mujer frente a la familia de su compañera. Aunque solo ha visto a Sota como Kotori, se dio cuenta desde el comienzo que se trataba de un muchacho, por lo que anima a su hija con indirectas para que supere su fobia y no deban recurrir a los disfraces.
Haruna Otoo (音尾 春菜 Otoo Haruna?)
La esposa de Otoo, desapareció un día cuando iba a comprar. No aparece en la primera temporada del anime, pero aparece en el 4º episodio de la 2ª temporada saliendo de una alcantarilla y habla con Yachiyo y Kyōko, solo Yachiyo se da cuenta de que es la esposa de Otoo y como Kyōko la abraza porque Yachiyo tenía nervios de decir que era la esposa de Otoo y ya no le dice y ella Haruna Otoo desaparece. Contrario a lo que cree su marido nunca ha salido de la ciudad, incluso en ocasiones ha caminado fuera del Wagnaria; siempre ronda el parque cercano al restaurante ya que su casa está cerca, es normal que lleve consigo un envase de leche que es lo que originalmente salió a comprar y como siempre termina llegando nuevamente al supermercado (un lugar fácil de encontrar según explica Yachiyo) allí compra más leche y reinicia su búsqueda.
Youhei Mashiba (真柴 陽平 Mashiba Youhei?)
 Seiyū: Yūichi Nakamura (actor nacido en 1980)
Miembro de la banda personal de la mánager. Es la persona con la que Kyōko habla por teléfono, encargada de quitarle el dinero a los que causan problemas en el restaurante o se van sin pagar; conoció a Kyoko cuando ella lo derrotó en una pelea durante la preparatoria y se hizo su subordinado desde ese momento, estando de acuerdo con cualquier cosa que le pida Kyoko. Es el hermano gemelo de Mitsuki, y siempre se la pasa discutiendo con su hermana. No aparece en la primera temporada del anime, pero se ve en ocasiones que Kyoko habla con él por celular. En la segunda temporada ayuda ocasionalmente junto a su hermana en el restaurante a pedido de Kyoko; allí conoce a Kozue y le hace un cumplido, lo que lleva a esta a proponerle matrimonio, pero la rechaza, aunque reconoció haberse enamorado de ella y negarse solo por no tener ingresos dignos para mantenerla y ser demasiado orgulloso para dejar que ella trabaje por ambos.
Mitsuki Mashiba (真柴 美月 Mashiba Mitsuki?)
 Seiyū: Haruka Tomatsu
Hermana gemela de Youhei. También fue miembro de la banda personal de la mánager. Ella trabaja en una corredora de seguros. Siempre está peleando con su hermano y dice que ella se enamoró de Kyoko por la forma en que golpeó a Youhei. Se preocupa por Yachiyo de una forma sobreprotectora y desconfía de los compañeros varones de esta, especialmente de Sato, creyéndolo indigno de la amistad de Yachiyo, lo que los lleva a discutir en ocasiones. No aparece en la primera temporada del anime.
Kirio Yamada (山田 桐生 Yamada Kirio?)
Es un chico de 17 años que está en la búsqueda a su hermana, aunque su método es simplemente seguir a cada mujer que ve y revisarla para ver si no se trata de su hermana disfrazada, lo que le ha valido ser calificado como un acosador y según Soma es alguien muy predecible. Es el capitán del club de karate de su preparatoria y por lo mismo ha sido hasta ahora el único que ha detenido los golpes de Inami; se da a demostrar que tiene sentimientos románticos por ella, llegando a olvidarse de buscar a su hermana para estar con ella. Se sospecha que su hermana puede ser Aoi, ya que ambos poseen un gran parecido en su aspecto y personalidad, pero no se ha podido comprobar ya que Soma se ha dedicado a evitar que logren encontrarse. Su aprecio por Inami le ha llevado a una rivalidad con Sota, a quien le molesta verlos juntos y a pesar de que Kirio es muy hábil en las artes marciales Sota lo vence y reduce fácilmente gracias al entrenamiento que Kozue le ha dado desde pequeño. No aparece en la primera temporada del anime.

## Manga
Working!! empezó como un webcomic llamado también Working!!, escrito e ilustrado por Karino Takatsu, que publicaba a intervalos irregulares en su web personal. Los personajes y el restaurante originales son diferentes ya que se hicieron cambios en la historia para la versión final del manga yonkoma, que empezó la serialización en enero de 2005 en la revista de Square Enix Young Gangan.
Aunque se trata de restaurantes diferentes, se llaman Wagnaria los dos y pertenecen a la misma cadena de restaurantes, por lo que el mundo es el mismo. Por ejemplo, Kenichirō Sakaki (榊 研一郎 Sakaki Kenichrō?), el mánager de la versión webcomic es un viejo amigo de Kyōko Shirafuji y Masahiro Adachi (足立 正広 Adachi Masahiro?) es un compañero de Jun Satō. La autora llamó a la versión webcomic "Grupo de los Gatos" (猫組 Neko-gumi?) y la versión serializada "Grupo de los Perros" (犬組 Inu-gumi?). 
El primer tankōbon del manga salió a la venta el 25 de noviembre de 2005, y para marzo de 2011, hay nueve volúmenes publicados en Japón. Diez capítulos adicionales se han publicado vía teléfono móvil. El manga ha sido licenciado en Taiwán por Tong Li Publishing y está publicado en chino.
Takatsu lanzó una versión bisemanal en la web de Working!! entre el 16 de octubre de 2009 y el 19 de marzo de 2010 para conmemorar la serie de anime. El manga, posteado en la web oficial del anime, tiene once páginas.
| Título                     | Fecha de salida         | ISBN                                                                               |
| -------------------------- | ----------------------- | ---------------------------------------------------------------------------------- |
| WORKING!! 1                | 25 de diciembre de 2005 | ISBN 4-7575-1577-4                                                                 |
| WORKING!! 2                | 24 de junio de 2006     | ISBN 4-7575-1705-X                                                                 |
| WORKING!! 3                | 25 de enero de 2007     | ISBN 978-4-7575-1935-0                                                             |
| WORKING!! 4                | 22 de octubre de 2007   | ISBN 978-4-7575-2144-5                                                             |
| WORKING!! 5                | 25 de abril de 2008     | ISBN 978-4-7575-2253-4 (Edición regular) ISBN 978-4-7575-2236-7 (Edición especial) |
| WORKING!! 6                | 26 de marzo de 2009     | ISBN 978-4-7575-2516-0                                                             |
| WORKING!! 7                | 25 de marzo de 2009     | ISBN 978-4-7575-2829-1                                                             |
| WORKING!! 8                | 24 de julio de 2010     | ISBN 978-4-7575-2944-1                                                             |
| WORKING!! 9                | 25 de marzo de 2011     | ISBN 978-4-7575-3119-2 (Edición regular) ISBN 978-4-7575-3048-5 (Edición especial) |
| Otros                      |                         |                                                                                    |
| WORKING!! OFFICIAL FANBOOK | 24 de julio de 2010     | ISBN 978-4-7575-2945-8                                                             |

## CD Drama
Square Enix ha sacado tres CD Dramas bajo el título de Young Gangan Book In CD Working!! con el argumento escrito por Shōgo Mukai. El primer volumen, publicado el 25 de enero de 2007, vino adjunto con un omake del manga de 96 páginas. El segundo y tercer volúmenes, publicados el 25 de abril de 2008 y el 25 de marzo de 2009 respectivamente, también venían con libretos similares incluidos.

## Anime
Una serie de anime de trece episodios producida por A-1 Pictures y dirigida por Yoshimasa Hiraike se emitió en Japón entre el 4 de abril y el 26 de junio de 2010 en Tokyo MX. El primer episodio tuvo una preemisión especial el 6 de marzo. Los actores de voz del anime son diferentes que los del CD drama. 
NIS America licenció la serie con el título de Wagnaria!! y sacó la serie en formato DVD subtitulado con subtítulos en inglés en marzo de 2011.
El 1 de abril de 2011 se anunció una segunda temporada, que empezó su emisión el 1 de octubre de 2011. El 3 de septiembre, un mes previo a la emisión, se estrenó el primer episodio, como forma de promoción.
La segunda temporada de la serie finalizó el 26 de octubre de 2011 con un total de 13 episodios. La trama de esta temporada, a diferencia de la primera, no sólo se ha centrado en la relación entre Takanashi e Inami, sino todos los personajes presentes en el anime. 
En agosto de 2014 fue anunciada una tercera temporada que se estrenó el 4 de julio de 2015, terminando el 26 de diciembre de 2015, con un total de catorce episodios. Esta tercera temporada se enfoca en el esclarecimiento y cierre de las historias y conflictos que se plantearon desde el inicio.

### Producción
- Creador original - Karino Takatsu (Young Gangan, Square Enix)
- Director - Yoshimasa Hiraike (Temp. 1), Atsushi Ootsuki (Temp. 2)
- Composición - Yoshimasa Hiraike (Temp. 1), Takao Yoshioka (Temp. 2)
- Diseño de personajes y Director de animación jefe - Shingo Adachi
- Diseño de objetos - Usaku Myouchin
- Diseño de color - Izumi Sakamoto
- Director artístico - Kenichi Tajiri
- Director de fotografía - Takeshi Hirooka
- Montaje - Kentarou Tsubone
- Director de sonido - Yota Tsuruoka
- Música - MONACA
- Productor - Hiroyuki Shimizu, Shunsuke Saito, Tomoyuki Saito
- Animación - A-1 Pictures
- Producción - Comité de Producción de WORKING!! (Aniplex y Yomiuri TV)

### Música

#### Banda sonora
La banda sonora de la serie está compuesta por Keiichi Okabe, con ayuda de Kakeru Ishihama y Keigo Hoashi. Los tres pertenecen a la unidad MONACA. Está dividida en dos CD. El primer CD salió incluido con el segundo volumen DVD de la serie. El segundo CD salió con el quinto volumen.
El 26 de enero de 2011 salió un CD especial recopilatorio que contiene tanto la banda sonora como los temas de apertura y cierre.

#### Tema de apertura
Temporada 1
"SOMEONE ELSE"
Letras: Kenzō Saeki / Composición: Satoru Kōsaki (MONACA)
Intérprete: Popura Taneshima (Kana Asumi), Mahiru Inami (Saki Fujita) y Yachiyo Todoroki (Eri Kitamura)
Temporada 2
"COOLISH WALK"
Intérprete: Popura Taneshima (Kana Asumi), Mahiru Inami (Saki Fujita) y Yachiyo Todoroki (Eri Kitamura)
Temporada 3
"NOW!!!GAMBLE"
Intérprete: Popura Taneshima (Kana Asumi), Mahiru Inami (Saki Fujita), Yachiyo Todoroki (Eri Kitamura) (eps 2-13)

#### Tema de cierre
Temporada 1
"Heart no Edge ni Idomō Go to Heart Edge" (ハートのエッジに挑もう Go to Heart Edge?)
Letras: Kenzō Saeki / Composición: Satoru Kōsaki (MONACA)
Intérprete: Sōta Takanashi (Jun Fukuyama), Jun Satō (Daisuke Ono) y Hiroomi Sōma (Hiroshi Kamiya)
Episodios 2 - 8, 10 - 12
"Golden Day" (ゴールデン・デイ?)
Letras: Kenzō Saeki / Composición: Kakeru Ishihama (MONACA)
Intérprete: Mahiru Inami (Saki Fujita)
Episodio 9
"SOMEONE ELSE"
Letras: Kenzō Saeki / Composición: Satoru Kōsaki (MONACA)
Intérprete: Popura Taneshima (Kana Asumi), Mahiru Inami (Saki Fujita) y Yachiyo Todoroki (Eri Kitamura)
Episodios 1 y 13
Temporada 2
"Itsumo no Yō ni LOVE&PEACE!!"
Intérprete: Sōta Takanashi (Jun Fukuyama), Jun Satō (Daisuke Ono) y Hiroomi Sōma (Hiroshi Kamiya)
Temporada 3
"NOW!!!GAMBLE"
Intérprete: Popura Taneshima (Kana Asumi), Mahiru Inami (Saki Fujita), Yachiyo Todoroki (Eri Kitamura) (ep. 1)
"Matsuge ni LOCK (まつ毛にLOCK)"
Intérprete: Souta Takanashi (Jun Fukuyama), Jun Satou (Daisuke Ono), Hiroomi Souma (Hiroshi Kamiya) (eps 2-13)

## Web Radio
Un programa de radio por internet llamado "YAMAKING!!" se emitió entre el 21 de mayo y el 29 de octubre de 2010. Se emitieron un total de 13 episodios, subidos a la página web oficial del anime, "www.wagnaria.com", habitualmente el primer y último viernes de cada mes.
El 2 de abril de 2011 se emitió un decimocuarto episodio para conmemorar la segunda temporada de la serie.
Adicionalmente, el 22 de junio de 2011 se emitió un programa llamado "TAKAKING!!&TANEKING!!". El día 27 de julio se emitió otro programa llamado "INAKING&TODOKING".
| Episodio    | Fecha                    | Personalidad               | Invitado                          |
| ----------- | ------------------------ | -------------------------- | --------------------------------- |
| YAMAKING 1  | 21 de mayo de 2010       | Ryō Hirohashi (Aoi Yamada) | -                                 |
| YAMAKING 2  | 4 de junio de 2010       | Ryō Hirohashi (Aoi Yamada) | Kana Asumi (Popura taneshima)     |
| YAMAKING 3  | 18 de junio de 2010      | Ryō Hirohashi (Aoi Yamada) | Kumiko Watanabe (Kyōko Shirafuji) |
| YAMAKING 4  | 2 de julio de 2010       | Ryō Hirohashi (Aoi Yamada) | Jōji Nakata (Hyōgo Otoo)          |
| YAMAKING 5  | 16 de julio de 2010      | Ryō Hirohashi (Aoi Yamada) | Momoko Saitō (Nazuna Takanashi)   |
| YAMAKING 6  | 30 de julio de 2010      | Ryō Hirohashi (Aoi Yamada) |                                   |
| YAMAKING 7  | 6 de agosto de 2010      | Ryō Hirohashi (Aoi Yamada) | Akiko Kawase (Maya Matsumoto)     |
| YAMAKING 8  | 20 de agosto de 2010     | Ryō Hirohashi (Aoi Yamada) | Yōko Hikasa (Izumi Takanashi)     |
| YAMAKING 9  | 3 de septiembre de 2010  | Ryō Hirohashi (Aoi Yamada) | Saki Fujita (Mahiru Inami)        |
| YAMAKING 10 | 17 de septiembre de 2010 | Ryō Hirohashi (Aoi Yamada) | Eri Kitamura (Yachiyo Todoroki)   |
| YAMAKING 11 | 1 de octubre de 2010     | Ryō Hirohashi (Aoi Yamada) | Ryoko Shiraishi (Kazue Takanashi) |
| YAMAKING 12 | 15 de octubre de 2010    | Ryō Hirohashi (Aoi Yamada) | Hiroshi Kamiya (Hiroomi Sōma)     |
| YAMAKING 13 | 29 de octubre de 2010    | Ryō Hirohashi (Aoi Yamada) | -                                 |
| YAMAKING 14 | 2 de abril de 2011       | Ryō Hirohashi (Aoi Yamada) | Shizuka Itō (Kozue Takanashi)     |

## Eventos
| Nombre del evento                              | Fecha               | Local                            | Notas |
| ---------------------------------------------- | ------------------- | -------------------------------- | --- |
| Wagnaria!! 〜Natsu no Daikansha-sai〜          | 25 de julio de 2010 | Akasaka Blitz, Minato, Tokio     | Los actores de voz principales atendieron en el evento, dividido en dos partes. Sacado en DVD el 26 de enero de 2011 |
| Wagnaria!! 〜Natsu no Dai-Daikansha-sai〜 2011 | 26 de junio de 2011 | Nihon Seinenkan, Shinjuku, Tokio | Los actores de voz principales atendieron en el evento                                                               |

## Recepción
El cuarto volumen de Working!! fue el séptimo manga más vendido en Japón entre la semana del 23 y el 29 de octubre de 2007. El sexto volumen fue el sexto manga más vendido entre el 24 y el 30 de marzo de 2009, vendiendo 73.000 copias esa semana.